# Besenschwanz-Prachtlippfisch
Der Besenschwanz-Prachtlippfisch (Cheilinus lunulatus) lebt endemisch in den Korallenriffen des Roten Meeres in Tiefen von 2 bis 30 Metern. Im Indopazifik wird er durch den Dreizack-Prachtlippfisch (Cheilinus trilobatus) ersetzt, mit dem er nah verwandt ist.

## Merkmale
Er ähnelt in seiner bulligen Gestalt einem Zackenbarsch. Besenschwanz-Prachtlippfische werden 45 bis 50 Zentimeter lang. Sie sind wegen ihrer großen, mit verlängerten Flossenstrahlen versehenen Schwanzflosse und dem schwarzgelben, ohrähnlichen Fleck auf dem hinteren Kiemendeckel unverwechselbar. Bei ausgewachsenen Tieren ist der Kopf leuchtend grün, die Brustflossen gelb, das Maul, die Ränder von Rücken-, Bauch- und Afterflosse, sowie die gesamte Schwanzflosse blau.

## Lebensweise
Der Besenschwanz-Prachtlippfisch bewohnt Korallenriffe, die angrenzenden Geröll- und Sandflächen sowie Seegraswiesen. Die Fische fressen hartschalige Wirbellose, vor allem Mollusken.